# Banterer-Klasse
Die Banterer-Klasse war eine Klasse von sechs nominell 22-Kanonen-Kriegsschiffen 6. Ranges der britischen Marine, die von 1806 bis 1827 in Dienst stand.

## Geschichte
Die Klasse wurde von dem Surveyor of the Navy Sir William Rule entworfen. In der britischen Marine wurde diese Art Schiff, bis kurz nach Ende der Koalitionskriege, offiziell als Post ship bezeichnet und von einem Offizier im Range eines Captain kommandiert. Sie waren in etwa vergleichbar mit den Korvetten der französischen Marine (siehe Unité-Klasse). Von den Marineoffizieren wurden sie aber, mehr aus Prestigegründen, als Fregatten angesprochen.

## Einheiten
| Name      | Bauwerft                               | Bestellung      | Kiellegung     | Stapellauf        | Fertigstellung  | Verbleib |
| --------- | -------------------------------------- | --------------- | -------------- | ----------------- | --------------- | --- |
| Crocodile | Werft von Simon Temple, South Shields  | 30. Januar 1805 | Juni 1805      | 19. April 1806    | 10. August 1806 | Ab Oktober 1816 in Portsmouth zum Abbruch verkauft                                                                        |
| Daphne    | Werft von Robert Davy, Topsham/Exeter  | 30. Januar 1805 | Juli 1805      | 2. Juli 1806      | 4. Oktober 1806 | Im Februar 1816 in Deptford zum Abbruch verkauft, aber anschließend zivile Nutzung; letzte Nennung 1823                   |
| Cossack   | Werft von Simon Temple, South Shields  | 30. Januar 1805 | Juli 1805      | 24. Dezember 1806 | 2. Juli 1807    | Ab Oktober 1816 in Portsmouth zum Abbruch verkauft                                                                        |
| Cyane     | Werft von John Bass, Topsham/Exeter    | 30. Januar 1805 | August 1805    | 14. Oktober 1806  | 13. Juli 1807   | Im Februar 1815 durch die US-amerikanische Marine gekapert und in Dienst gestellt, 1827 außer Dienst und 1832 abgebrochen |
| Banterer  | Werft von Simon Temple, South Shields  | 30. Januar 1805 | August 1805    | 24. Februar 1807  | 12. Juli 1807   | Im Oktober 1808 im Sankt-Lorenz-Strom verloren gegangen                                                                   |
| Porcupine | Werft von Thomas Owen, Topsham, Exeter | 30. Januar 1805 | September 1805 | 26. Januar 1807   | 22. Juni 1807   | Im Oktober 1816 in Portsmouth zum Abbruch verkauft                                                                        |

## Technische Beschreibung
Die Klasse war als Batterieschiff mit einem durchgehenden Geschützdeck konzipiert und hatte eine Länge von 35,97 Metern (Geschützdeck) bzw. 30,08 Metern (Kiel), eine Breite von 9,75 Metern und einen Tiefgang von 3,23 Metern, bei einer Vermessung von 537 2⁄94 tons (bm). Die Schiffe waren Rahsegler mit drei Masten (Fockmast, Großmast und Kreuzmast). Der Rumpf schloss im Heckbereich mit einem Heckspiegel. Diese waren aus Repräsentationsgründen durch zeitspeziefische Schnitzereien und Bildhauerarbeiten geschmückt. Die Beplankung war kraweel ausgeführt, das heißt, die Enden der Planken stießen stumpf aufeinander, so dass eine glatte Außenfläche entstand.
Die Bewaffnung bestand bei Indienststellung aus 32 Geschützen.
|        | Batteriedeck           | Backdeck                                        | Achterdeck                | Geschütze (Geschossgewicht) |
| ------ | ---------------------- | ----------------------------------------------- | ------------------------- | --------------------------- |
| Design | 22 × 9-Pfünder-Kanonen | 2 × 6-Pfünder-Kanonen 2 × 24-Pfünder-Karronaden | 6 × 24-Pfünder-Karronaden | 32 Geschütze (91,15 kg)     |

## Besatzung
Die Besatzung hatte eine Stärke von 155 Mann (Offiziere und Unteroffiziere bzw. Mannschaften).

## Bemerkungen
1. ↑  Die hier verwendeten Daten entsprechen dem amtlichen Entwurf. Die genauen Werte der einzelnen Schiffe weichten von Diesem minimal ab.

## Ähnliche Schiffsklassen
- Sphinx-Klasse – Klasse von 20-Kanonen-Post ships (1775)
- Porcupine-Klasse – Klasse von 24-Kanonen-Post ships (1777)
- Coquette-Klasse – Klasse von 18-Kanonen-Korvetten (1779)
- Prompte-Klasse – Klasse von 24-Kanonen-Korvetten (1792)